# Charlotte und Karl Pfeiler
Charlotte Pfeiler (* 19. Oktober 1923 in Mühlau bei Innsbruck als Charlotte Schmidt; † 16. Juli 2005 in Innsbruck) und Karl Pfeiler (* 24. August 1920 in Stadtschlaining; † 22. August 1990 in Innsbruck) waren ein österreichisches Architektenpaar, das ein gemeinsames Büro betrieb.

## Leben
Charlotte Schmidt maturierte 1942 und arbeitete anschließend im Büro von Willi Stigler in Innsbruck. Sie begann ein Architekturstudium an der Technischen Hochschule München, das sie kriegsbedingt unterbrechen musste. Von 1945 bis 1947 half sie beim landwirtschaftlichen Wiederaufbau. Ab 1947 setzte sie ihr Studium an der Technischen Hochschule Graz fort und schloss 1949 mit dem Diplom ab. Sie arbeitete danach wieder bei Willi Stigler.
Karl Pfeiler maturierte in Graz. Nach dem Militärdienst im Zweiten Weltkrieg studierte er Architektur an der Technischen Hochschule Graz und schloss 1948 mit dem Diplom ab. Anschließend hatte er die Bauleitung für die Stadt Graz inne. Ab 1949 arbeitete er im Büro des Baumeisters Franz Schmidt in Innsbruck.
Charlotte und Karl Pfeiler heirateten 1952 und betrieben von da an ein gemeinsames Architekturbüro in Innsbruck. Zu ihren Werken zählen zahlreiche Schulgebäude und Kirchen, von denen mehrere unter Denkmalschutz gestellt wurden.
Das Paar hat vier gemeinsame Kinder.

## Werke
- Marienkirche, Wattens, 1955–1958[3][4]

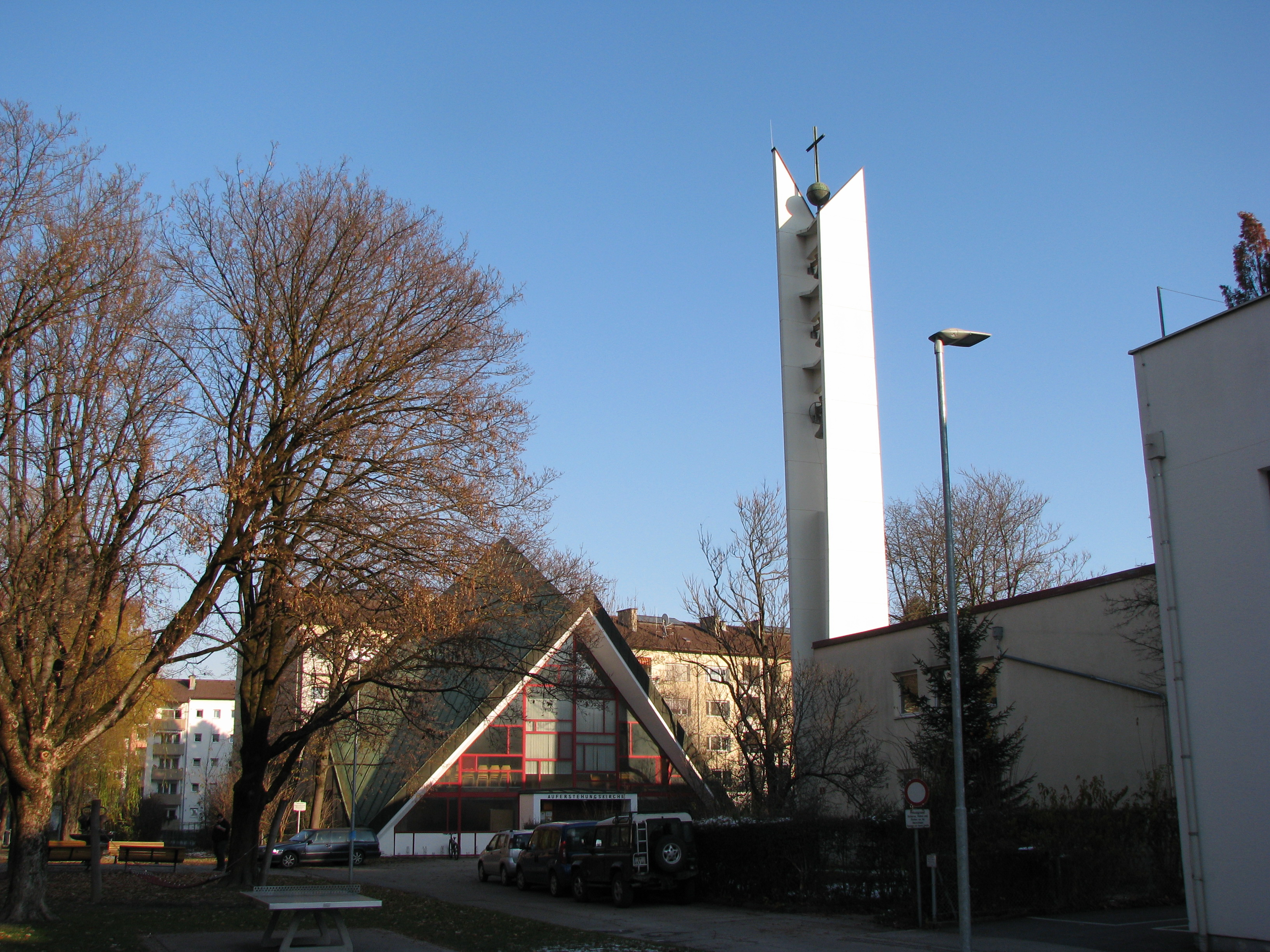
Auferstehungskirche Innsbruck

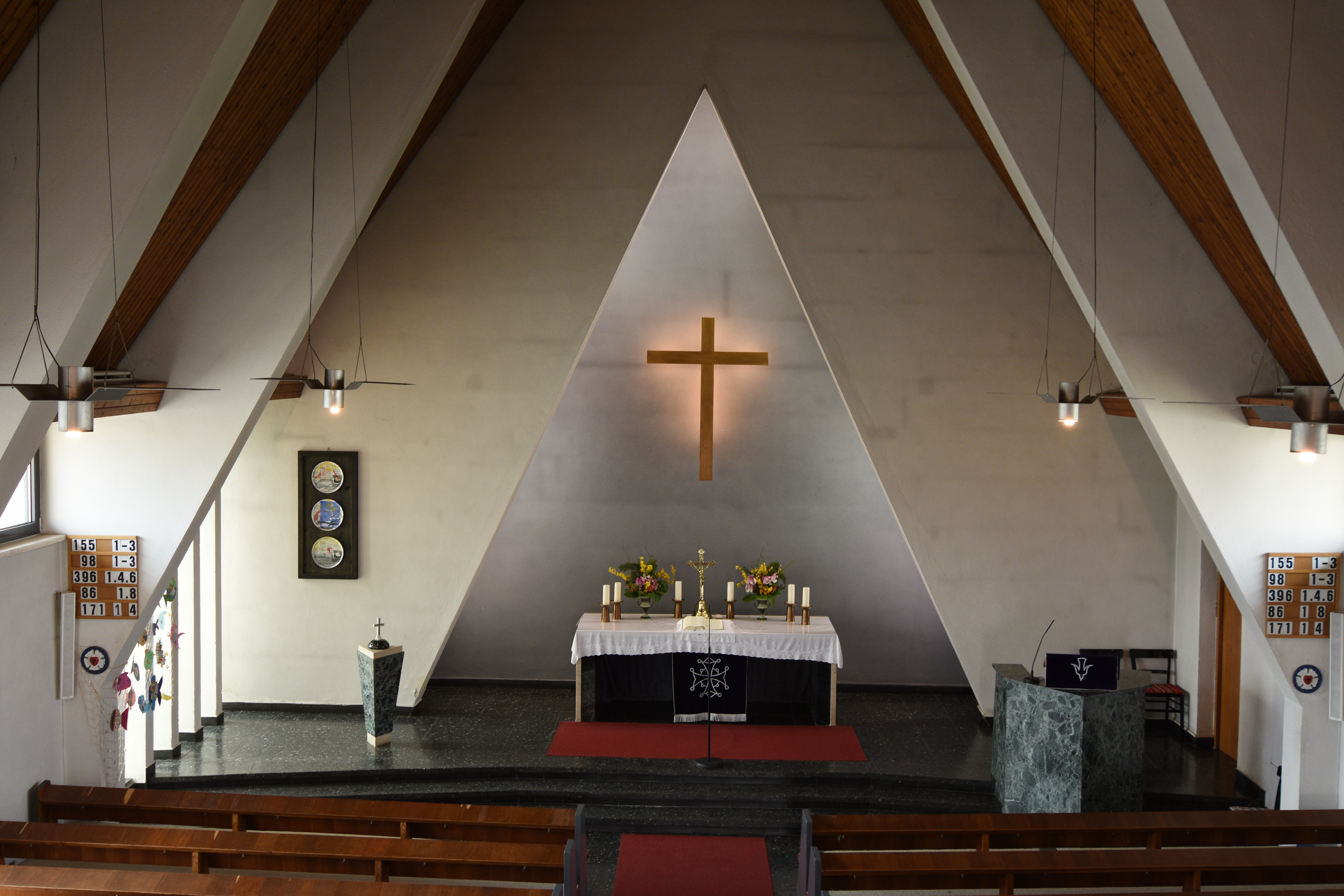
Innenraum Christuskirche Stoob

- Dreieinigkeitskirche, Reutte, 1956–1958[5][6]
- Doppelvolksschule Pradl-Ost, Innsbruck, 1957–1960[7]
- Schulhaus, St. Jakob am Arlberg, 1958[8]
- Reithmann-Gymnasium, Innsbruck, 1961–1965[9]
- Christuskirche, Stoob, 1962[10]
- Auferstehungskirche, Innsbruck-Reichenau, 1962–1964[11]
- Firmengebäude Rauchfutter, Hall in Tirol, 1962–1964[12]
- Friedenskirche Bad Tatzmannsdorf, 1968[13]
- Doppelvolksschule Reichenau, Innsbruck, 1968[14]
- Doppelhauptschule Kitzbühel, 1969–1971[15]
- Neubau Landesgericht und Oberlandesgericht Innsbruck, 1973[16]
- Altersheim, Landeck, 1974[17]